# Rejowiec
Rejowiec [rɛˈjɔvjɛt͡s] är en by i länet Jędrzejów i Polen. Den ligger ca 2 km nordväst om Nagłowice, 16 km nordväst om Jędrzejów och 43 km sydväst om den regionala huvudstaden Kielce.